# بدرة
بدرة هي مدينة عراقية ومركز قضاء في محافظة واسط قرب الحدود العراقية الإيرانية.

## معلومات
تشتهر بدرة بالتمور والبساتين ووجود نهر الكلال ولكنه جاف حاليا بسبب انقطاع المياه من الجانب الإيراني، شهدت بدرة عمليات اعمار للطرق والارصفة وكذلك زراعة الاشجار في مناطق مختلفة من القضاء، ويذكر السيد عبد الرزاق الحسني عن بدره (كانت بدره تسمى بادريا في أيام البابليين وفيها اشجار كثيره وخاصة من خشب الصنوبر ومن هذه المدينة جمع الحطب ليرسل إلى كوثى حيث مسكن النبي إبراهيم (ع) ليحرقه النمرود وهو أحد ملوك بابل القديمة الأولى) لذا نرى ان وقوع بدرا وكوثى على خط عرض واحد تقريبا، ويذكر السيد اياد علي الحسني باحد مقالاته (وتضررت بدره في أيام الحرب العراقية الايرانيه وأصبحت ارض خربه وهي اليوم تفتقر لأبسط الخدمات ابتداء من تبليط الشوارع إلى ترتيب المنافذ الحدوديه إلى عدم ازالة مخلفات الحرب القديمة)
بدرة يسكنها عرب مثل عُتبة (الحجي حسينيه) وبني ركاب وبني خالد وأخرى ن في القرى التابعة لها كما يسكنها بعض من الاكراد الفيليه الذين كان بعضهم في الاصل موجودا في بدرة واخرون اتوا من إيران المحاذية في ازمان متفاوته لأغراض العيش والتجارة والعمل وتشتهر بدرة بإنتاج التمور وزراعة الحنطة والشعير ومحاصيل أخرى فأما ما كان لتمورها ففيها أنواع نادرة ولا يوجد له مثيل في ايٍّ من بقاع العالم سوى فيها. بدرة لها لهجتها الخاصة في الكلام وقد تكون لغة خاصة بأهلها فهي بين العربية وأنواع من الكوردية والتركية والفارسية وهي تختلف عن اللغة الكوردية واللهجات التابعة لها  حيث أنها قريبة من لغة أهل خانقين وكلار وأيضآ هناك العديد من الكلمات المشابهة للسورانية التي يتحدث بها أهالي كوردستان ((أربيل)) حيث أن أغلب الكلمات هي نفسها ولها نفس المعنى ولكن تختلف عند اللفظ وهذا ما جعل الشخص الذي يتحدث بلهجة بدرة لا يفهم الكثير من كلام أكراد شمال العراق  وهي لهجة ليست مكتوبه فقط للتحدث ونشأت نتيجة للموقع الجغرافي لمدينة بدرة من حيث مجاورتها لمدينة إيلام الايرانيه مما جعلها منفذا مهما للعراق منذ قديم الازمان حتى ذُكر ان مدينة بدرة وكانت تسمى قديما مدينة بادرايا أو مدينة الدير وقد ورد ذكرها في كتابات مسمارية والواح طينيه كثيرة كانت منطلقا لحملات الدول والدويلات التي كانت تحكم العراق لغزوا بلاد عيلام الفارسية القديمة ويذكر انها كانت سابع مدينة تنشأ بعد طوفان نوح (ع) وهي تمتلك خزينا هائلا من الاثار والمواقع الأثرية المهمة دمر بعض منها وسُلب ونُهب خلال الحروب التي مر بها العراق خاصةً وانها عانت كثيرا خلال الحرب العراقية الإيرانية ودُمرت وهجرها الكثير من اهلها الذين كانت اعدادهم تقدر بأكثر من اربعين الف نسمة في خمسينيات وبداية ستينيات القرن الماضي. بدرة لها خاصية تاريخية أخرى للعراق فقد كانت منفى للكثير من الشخصيات التي يلحقها غضب السلطات المختلفة التي حكمت ارض الرافدين فكان النفي مصير المعارضين ومن ينال غضب الحكام فينفى لبدرة التي كانت اقرب منفى لبغداد وقد نفي إليها الكثير من الشيوعيين والقوميين أيام الحكم الملكي ثم انقلب الحال عند مجيء عبد الكريم قاسم وبعد سقوطه كانت منفى من جديد للشيوعين في عهد القوميين. بدرة ما زالت نعاني الإهمال وعدم الاكتراث رغم الموارد المالية الضخمة التي تحويها وتنتجها فقد تم اكتشاف النفط فيها وأصبحت مدينة نفطيه كما انها مدينة زراعيه رغم أن نهر الگلال يجف كثيرا بسبب قطعه من إيران (لعدم وجود اتفاقيات دولية أو ثنائية حوله) كما انها تمتلك منفذا حدوديا يدر خيرات كثيرة لكن تذهب للغير. في بدرة مرقد لأحد أبناء الإئمة (عليهم السلام) وهو مرقد عبد الله صالح (ع) وهو يقع في القسم القديم من بدرة أو بدرة القديمة لأن بدرة في بدايات القرن الماضي كانت تقع على تل ومن خلفها بساتينها وامامها نهرها الخالد وفي الاربعينيات بدأ التأسيس لبدره الجديدة في القسم المقابل للنهر وبدء الاغنياء من سكانها ينتقلون للقسم الجديد من المدينة ويبنون منازل ضخمة كما سكنه موظفوا الحكومة بينما بقي البسطاء وذوي الدخل المحدود في القسم القديم وهنا أصبحت بدرة مدينة يشقها نهر اسمه الگلال.
من المواقع الأثرية في بدرة تل نيشان اسود ومنطقة العگر وفيها خمسون موقعا اثريا اخر وهذا ما جاء في بحث قدمه دكتور التاريخ الراحل محمد سعيد رضا العُتبي وذكرها بالتفاصيل وهي تعود لمراحل وحقب تاريخية مختلفة من تاريخ العراق القديم والحديث. مناخ بدرة شديد البرودة في الشتاء قارص البرد لكونها منطقة زراعية مفتوحة كما انها تقع تحت سفوح جبال تفصل العراق عن إيران، أما صيفها فشديد الحرارة وتهب طوال أيام صيفها الرياح السموم لانها في جانبها الآخر مفتوحة على اراض جرداء واسعة من الجانب الآخر تسمى الدبوني اما ربيعها فرائع تحلو فيه الاجواء وتخضر فيه الأرض فيكون ريحها عليلا ونسيمها باردا ومناطقها تحلوا فيها السياحة فتجد الكثير ممن رحل عنها يأتي إليها لأجل الاصطياف في أيام الربيع.